# シド・バレット
シド・バレット（Syd Barrett、1946年1月6日 - 2006年7月7日）は、イギリスのミュージシャン。プログレッシブ・ロック・バンド、ピンク・フロイドの初期の中心メンバー（ヴォーカリスト兼ギタリスト）であったことで知られる。本名はロジャー・キース・バレット（Roger Keith Barrett）。

## 概要
1967年にピンク・フロイドの一員としてデビューするが、薬物中毒および精神病で体調を崩しバンドを脱退。1968年以降はソロとして活動するが、1972年より後はミュージシャンとしては引退状態になった。共感覚であることが独特の感性を持つ作品として表れ、ピンク・フロイドはもちろんデヴィッド・ボウイを始め数多くのアーティストに大きな影響を与える。ピンク・フロイドの残されたメンバーにとっても、天才的な才能で自分達を導いてくれたにもかかわらず、業界や社会に馴染めず、精神を病んで去っていったバレットの存在が心に重く残り続け、全盛期の彼らの作品が圧倒的に深いテーマ性を持つ一因となったと言われる。2006年7月7日、ケンブリッジの自宅ですい臓がんのため60歳で死去。

## 来歴
ケンブリッジの中流階級の家庭に生まれる。教育熱心で音楽に理解のある両親の下で幸福な幼少期を送る。ニックネームである「シド」は13歳の頃に地元のジャズバンドでプレイしていたミュージシャンの名前に由来するといわれる。また、後にピンク・フロイドで共に活動するロジャー・ウォーターズとは子供の頃からの友人であった。
画家を志望し、1964年にロンドン芸術大学のキャンバーウェル・カレッジ・オブ・アーツに進学。並行して音楽活動にも強い関心を持ち、ウォーターズらと共にピンク・フロイドの母体となるバンドを結成。作詞、作曲、ギター、ヴォーカルを担当して、グループを牽引する。1965年頃からロンドンのアンダーグランド界でその名を広め、多くのアーティストとも親交を持つ。その一方で、この頃から過剰なドラッグ摂取の傾向があった。
1967年にピンクフロイドがメジャー・デビューすると、その端正な容姿と斬新な音楽性でバンドを成功へと導いた。しかし、成功にともなうストレスや麻薬（LSD）中毒が原因で精神のバランスを崩してしまう。しだいにレコーディング中や公演中にも奇行を繰り返すなど、音楽活動へも影響が及ぶようになった結果、1968年にバンドを脱退する。

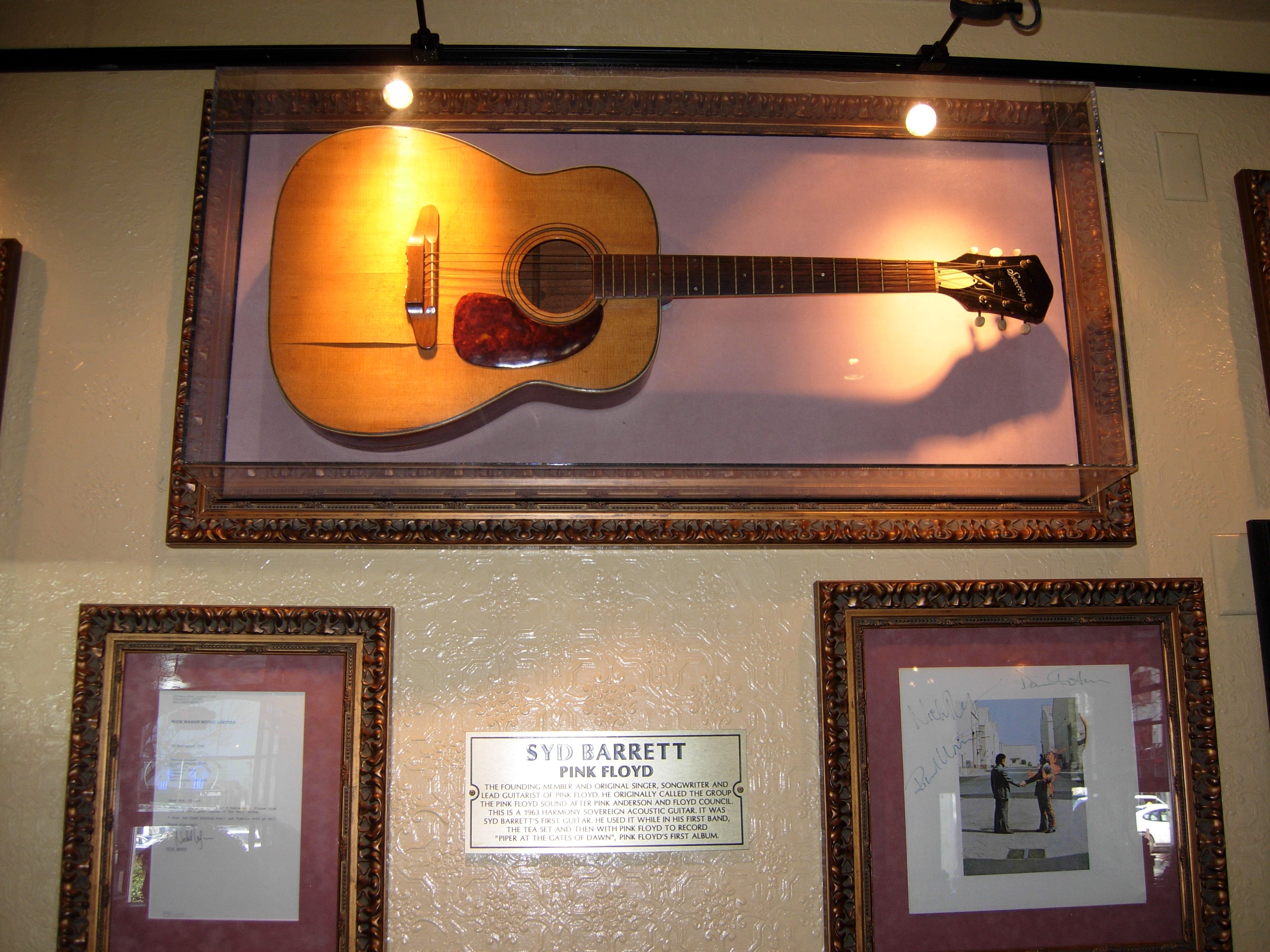
バレットが最初に使用したアコースティックギター

1970年、ピンク・フロイドのメンバーやソフト・マシーンの協力を得て、ソロ・アルバム『帽子が笑う…不気味に』を発表。これが全英トップ40にランクインするヒットを記録し、EMIはすぐさまセカンド・アルバムの制作を指示する。そして同年、2作目『その名はバレット』を発表。これらの作品から、バレットは最初のサイケデリック・フォークのアーティストと見なされている。いずれの作品も正常な精神状態で録音されたものではなく、ポップかつ眩惑的なサウンドに相反して危機的な雰囲気を漂わせている。
その後も新作の制作が計画されたが、精神の荒廃はそれを許さないところまで進行していた。バレットが最後に公衆の面前に現れたのは、1972年に新たに結成したバンド、スターズとして数回のライヴをしたときである。ほどなくしてバンドを辞め、ガールフレンドと共に故郷のケンブリッジへと帰った。その後も熱烈なファンからの要望で、様々な音源がレコード化されてきたが、いずれも納得のいく形の作品ではなかった。1988年には未発表音源を集めた編集盤『オペル』が発表された。
70年代半ばからは、完全に実家に引き篭もってしまう。以後、精神病に苦しみながら、かつての作品からの印税収入と生活援助を糧に隠居生活を送った。晩年になっても、パパラッチなどにその変わり果てた姿を捉えられることが何度かあったが、ミュージシャンとして復帰することはなかった。1996年にピンク・フロイドのメンバーとしてロックの殿堂入りを果すが、式典には出席しなかった。最晩年は極度の鬱病が発症してしまう事から、ピンク・フロイドのメンバーとの面会は許されず、糖尿病の合併症から失明寸前にまでなっていたといわれる。
死後、実妹がバレットのケンブリッジでの生活についてサンデー・タイムズのインタヴューに答え、その中でシドの精神病は過度に強調されていることが示唆されていた。また、美術史に関する研究書の執筆に傾注していたことや、地元住民と大変友好的な関係を築いていたことも語られている。看護師の立場からは、彼女はバレットに幼少時からアスペルガー症候群の兆候があったとしている。さらに、共感覚の持ち主であったことも語られている。

## 音楽シーンへの影響

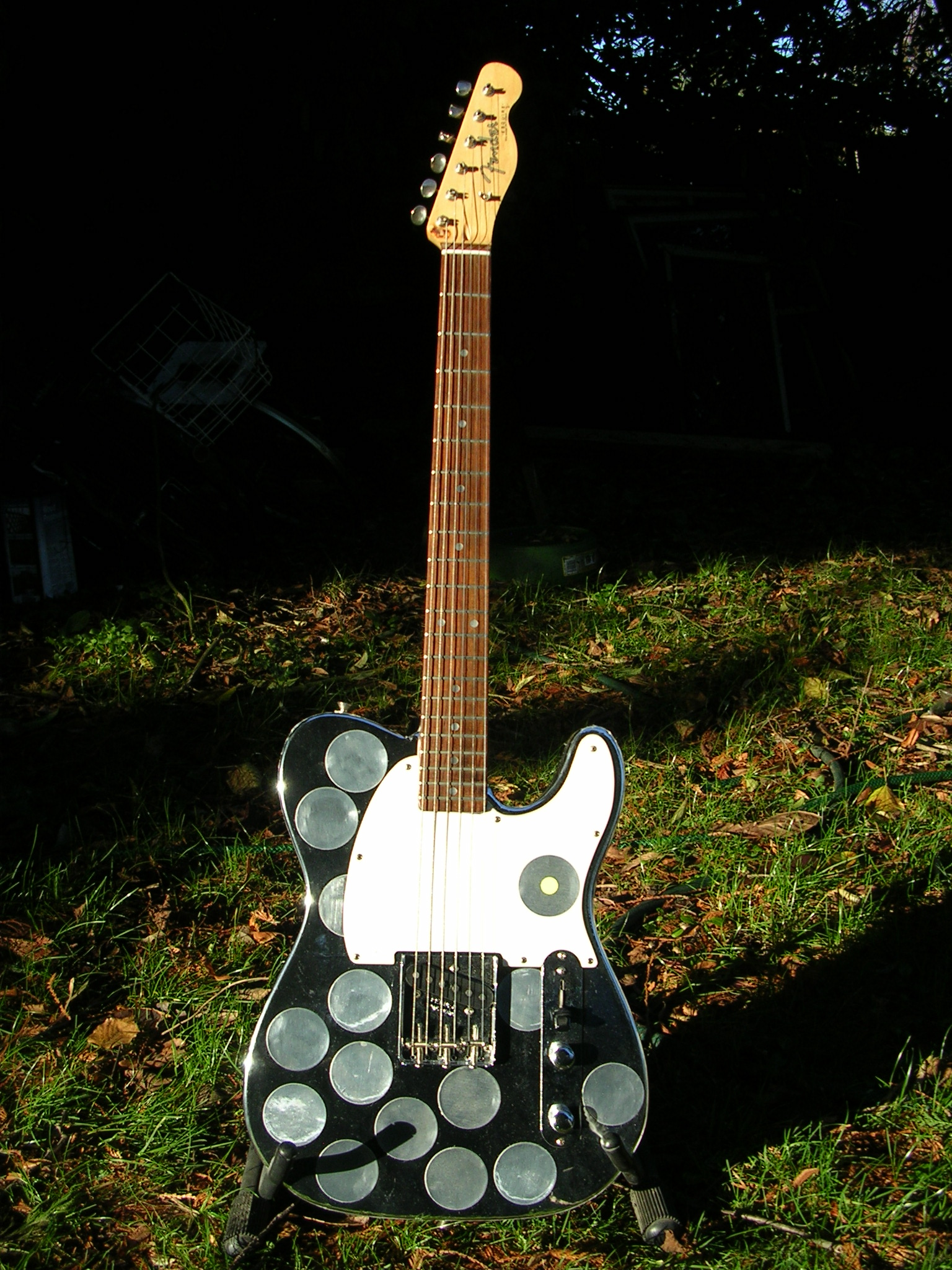
バレットが使用したエスクワイヤー

ほんの5年足らずの活動期間にもかかわらず、その卓越した音楽センスと抜群のカリスマ性から、バレットを信奉するミュージシャンは数多い。リアルタイムで彼を目撃してきた世代は勿論、その後の世代にも多大な影響を与えてきた。
デヴィッド・ボウイはシド・バレット時代のピンク・フロイドの楽曲「シー・エミリー・プレイ」をカヴァーするなど、バレットから強く影響を受けたことを公言している。また、彼は膨大な数のバレットの絵画作品をコレクションしているという。彼の死去の際には「どれだけ悲しいか言葉にできない。シドからは物凄く影響を受けた。60年代に観た彼のギグは絶対に忘れないだろう」というコメントを発表した。
同じくグラム・ロックの代表格であるマーク・ボランもバレットの大ファンであり、バレットに憧れてカーリーヘアにしたと言われている。ちなみに、彼が所属していたマネージメント事務所はピンク・フロイドが設立した会社「ブラックヒルズ・エンタープライズ」であり、これはバレットに近づこうとしていたためではないかと言われている。
その他、ブラーのメンバーも影響を受けたと公言しており、ドキュメンタリーDVD『ピンク・フロイド&シド・バレット・ストーリー』にはメンバーのグレアム・コクソンが出演している。イギリスのフォークシンガー、ロビン・ヒッチコックも大きな影響を受けた一人である。ジョニー・ロットンことジョン・ライドンは、「俺はシド・バレット在籍時のピンク・フロイドが大好きなんだ」と公言している。デビュー前から交友のあったミック・ジャガーもバレットのファンであると語っていた。
イギリスのギタリストに対して辛辣とも取れる発言をしていたジミ・ヘンドリックスも、シドのギターワークに「影響を受けた」と公言している。
ザ・ジャムのポール・ウェラーが「シドのような音楽を作ろうとしていた」と語ったり、ダムドがバレットにプロデュースを依頼したりと（結局は実現せず、ドラマーのニック・メイスンが担当）、様々なエピソードが残っている。
死後もバレットの影響力が衰えることはなく、数々のベスト・アルバムやリマスター盤が発売されている。

## エピソード
- 「シド」という通称は、学生時代に入り浸っていたパブの「シド・バレット」（Sid Barrett）という名前の名物ベーシストに由来する。そこの常連客の間で、もう一人のバレット（ロジャー・キース・バレット）もまた「シド」と呼ばれるようになった。ただし、二人を区別するために綴りを「Sid」ではなく「Syd」に変えている。
- 1975年にピンク・フロイドが発表したアルバム『炎〜あなたがここにいてほしい』のレコーディング中、バレットは何の前触れもなくスタジオに姿を現したとメンバーたちが証言している。しかし体重が増加し、髪の毛や眉毛を全て剃っているなど、その変わり果てた風貌から当初は誰もバレットだと気付かなかった。ミキシングをしている最中も、座ったまま黙って聴いていたという。(『炎〜あなたがここにいてほしい#レコーディング中の逸話』を参照。)
- 1960年代にバレットの母親が実家を下宿として貸し出していた時期があり、そこに当時イギリス留学に来ていた小泉純一郎が住んでいたことがある[2]。

## ディスコグラフィ

### スタジオ・アルバム
- 『帽子が笑う…不気味に』 - The Madcap Laughs (1970年)
- 『その名はバレット』 - Barrett (1970年)

### ライブ・アルバム
- 『ピール・セッションズ』 - The Peel Session (1987年)
- The Radio One Sessions (1992年)

### コンピレーション・アルバム
- 『何人をも近づけぬ男』 - The Madcap Laughs & Barrett (1974年) ※1st&2ndアルバムのカップリング盤
- 『オペル〜ザ・ベスト・コレクション・オブ・シド・バレット』 - Opel (1988年)
- 『クレイジー・ダイアモンド』 - Crazy Diamond (1994年)
- 『ぼくがいなくて寂しくないの?』 - The Best of Syd Barrett: Wouldn't You Miss Me? (2001年)
- 『幻夢 オールタイム・ベスト・アルバム』 - An Introduction to Syd Barrett (2010年)

### ピンク・フロイド
- 『夜明けの口笛吹き』 - The Piper at the Gates of Dawn (1967年)
- 『神秘』 - A Saucerful of Secrets (1968年)
- 1965: Their First Recordings (2015年)
- 『The Early Years 1965-1972』 - The Early Years 1965–1972 (2016年)

## 映像作品
- 『愛と幻想の一夜』 - Tonite Lets All Make Love in London (1968年)
- 『ロンドン 66-67』 - London '66–'67 (1995年)
- 『シド・バレット 独りぼっちの狂気』 - The Story of Syd Barrett and Pink Floyd (2001年BBC放送/2023年映画公開) - アート集団「ヒプノシス」のメンバー ストーム・トーガソン監修のドキュメンタリー映画

## 関連文献
- マイク・ワトキンソン、ピート・アンダーソン 著、小山景子 訳『クレイジー・ダイアモンド/シド・バレット』水声社、2001年。
- 松村正人 編『シド・バレット読本』boid、2024年。